# Cefala
Cefala foi uma civitas (cidade) romana–berbere da província da África Proconsular. Foi tentativamente identificada com as ruínas de pedra perto de Ras El Djebel, Tunísia.

A cidade também foi sede de um antigo bispado católico. A diocese agora é a sé da Igreja Católica Romana. O atual bispo é Petr Esterka de Bruno.